# زاهورچیتسه (ناحیه ستراکونیتسه)
زاهورتشیتسه (به چکی: Zahorčice) یک منطقهٔ مسکونی در جمهوری چک است که در ناحیه ستراکونیتسه واقع شده‌است. زاهورتشیتسه ۳٫۶۲ کیلومتر مربع مساحت و ۷۱ نفر جمعیت دارد و ۵۶۷ متر بالاتر از سطح دریا واقع شده‌است.